# Krejszczanka
Krejszczanka – dawny folwark. Tereny, na których był położony leżą obecnie na Białorusi, w obwodzie mińskim, w rejonie łohojskim, w sielsowiecie Krajsk.

## Historia
W czasach zaborów folwark w gminie Krajsk, w powiecie wilejskim, w guberni wileńskiej Imperium Rosyjskiego.
W 1921 folwark leżał w Polsce, w województwie wileńskim, w powiecie wilejskim, w gminie Olkowicze. Po wytyczeniu granicy folwark znalazł się w granicach Związku Radzieckiego.
Według Powszechnego Spisu Ludności z 1921 roku zamieszkiwało tu 37 osób, 20 było wyznania rzymskokatolickiego, 12 prawosławnego a 5 mojżeszowego. Jednocześnie 25 mieszkańców zadeklarowało polską, 7 białoruską a 5 żydowską przynależność narodową. Było tu 7 budynków mieszkalnych. 
W wyniku napaści ZSRR na Polskę we wrześniu 1939 miejscowość znalazła się pod okupacją sowiecką. 2 listopada została włączona do Białoruskiej SRR. Od czerwca 1941 roku pod okupacją niemiecką. W 1944 miejscowość została ponownie zajęta przez wojska sowieckie i włączona do Białoruskiej SRR.